# N900i
FOMA N900i（フォーマ・エヌ きゅう まる まる アイ）は、NECによって開発された、NTTドコモの第三世代携帯電話 (FOMA) 端末製品である。

## 概要
N900iは、曲線を中心に構成された折りたたみ式端末で、大きさは同時発表された5種のFOMA 900i端末のうち最もコンパクトなものである。
カラーバリエーションはオレンジ、シルバー、ブラックの三種類。
端末を開いた状態で側面から見ると、ゆるやかに弧を描いているかのように感じられる。
この特徴的なデザインフォルムは彎刀を模しているともされ、アークラインと名付けられた。
以降これを踏襲した製品がいくつか開発されている。
メインディスプレイには2.2インチTFT液晶 (QVGA) を採用。
背面には有効画素数100万ながらも、200万画素相当の解像度を実現するスーパーCCDハニカムによるCCD デジタルカメラを搭載。
接写（マクロ撮影）時はレンズ周りのスイッチを切り替えることで行う。
撮影者が自らを撮影する、いわゆる自分撮りをする際には、0.96インチのサブディスプレイにプレビュー表示させることもできる。
本体上端には赤外線通信ポートを備える。
ボタン部分にはカーソル追従性に改良が施されたニューロポインターを装備。
文字入力システムにはT9を採用した。
FOMA 900iシリーズはiアプリ容量が最大500キロバイトに拡張。
N900iには、往年の名作ロールプレイングゲーム (RPG) 、『ドラゴンクエスト』がプリインストールされている。

## 歴史
- 2003年12月10日: 電気通信端末機器審査協会 (JATE) による審査を通過（認定番号: A03-0715JP）。
- 2003年12月18日: D900i・F900i・N900i・P900i・SH900iの開発が発表。
- 2004年2月22日: N900i 発売。
- 2004年6月25日: マイナーチェンジモデルのN900iS 発売。
- 2004年11月16日: 無線LAN搭載の法人向けモデル N900iL 発売。
- 2004年12月25日: 国際ローミングサービス対応の N900iG 発売。

## 不具合
- 2004年3月9日: 利用者の意志に反して端末が再起動する不具合が発見。対象は2004年3月7日までに販売されたN900i。ソフトウェアのバグが原因で、ソフトウェア更新によって対処。販売は継続された。
- 2004年4月26日: 特定の操作・状況により、iモードへの接続ができない、着信時の受話音量レベルが強制的にリセットされる、メール用サイズ変更できないという不具合が発見。対象は2004年4月19日までに販売されたN900i。ソフトウェアのバグが原因で、ソフトウェア更新によって対処。販売は継続された。